# Adam Ginter
Adam Ginter (ur. 5 marca 1982) – polski kanadyjkarz. Mistrz świata (2002) w konkurencji C-4 1000 m. Medalista mistrzostw świata i mistrzostw Europy. Wielokrotny mistrz Polski. Zawodnik Piasta Człuchów i Spójni Warszawa.

## Kariera sportowa

### Mistrzostwa świata
Był mistrzem świata w konkurencji C-4 1000 w 2002 (razem z Andrzejem Jezierskim, Michałem Gajownikiem i Romanem Rynkiewiczem) oraz pięciokrotnym brązowym medalistą mistrzostw świata: w 2002 w konkurencji C-4 500 m (razem z Marcinem Grzybowskim, Danielem Jędraszką i Michałem Śliwińskim), w 2003 w konkurencji C-4 500 m (z Marcinem Grzybowskim, Łukaszem Woszczyńskim i Michałem Śliwińskim)  i C-4 1000 (z Romanem Rynkiewiczem, Andrzejem Jezierskim i Wojciechem Tyszyńskim), w konkurencji C-4 500 m w 2005 (z Andrzejem Jezierskim, Michałem Gajownikiem i Michałem Śliwińskim, w konkurencji C-1 4 x 200 m w 2010 (razem z Mariuszem Krukiem, Pawłem Baraszkiewiczem i Romanem Rynkiewiczem).
Ponadto startował jeszcze w mistrzostwach świata w 2001 (C-4 200 m - 4 m., C-4 1000 m - 6 m.), w 2002 w konkurencji C-4 200 m (5 m.), w 2003 w konkurencji C-4 200 m (5 m.), w 2005 w konkurencji C-4 200 m (7 m.), w 2009 (C-1 200 m - 8 m.) w 2011 (4 m. w konkurencji C-1 4 x 200 m).

### Mistrzostwa Europy
Był wicemistrzem Europy w konkurencji C-4 500 m w 2005 (razem z Andrzejem Jezierskim, Michałem Gajownikiem i Romanem Rynkiewiczem) oraz czterokrotnym brązowym medalistą - w 2001 w konkurencji C-4 500 m i C-4 1000 m (w obu przypadkach razem z Marcinem Kobierskim, Marcinem Grzybowskim i Romanem Rynkiewiczem), w 2002 w konkurencji C-4 200 m Andrzejem Jezierskim, Michałem Gajownikiem i Romanem Rynkiewiczem), w 2008 w konkurencji C-4 1000 m (z Łukaszem Woszczyńskim, Arkadiuszem Tońskim i Łukaszem Grosem).
Ponadto startował jeszcze w mistrzostwach Europy w 2004 (C-4 1000 m - 4 m.), w 2005 w konkurencji C-4 200 m (6 m.), w 2007 (C-2 200 m - 8 m., C-2 500 m - 9 m.), w 2008 (C-4 500 m - 4 m.), 2010 (C-1 200 m - 7 m.), 2011 (C-1 200 m - 7 m.), 2012 (C-1 200  m - 7 m.)

### Mistrzostwa Polski
6 razy zdobywał mistrzostwo Polski:
- C-1 200 m - 2005, 2005,
- C-1 500 m - 2007
- C-2 500 m - 2003 (z Michałem Sliwińskim)
- C-1 1000 m - 2001
- C-2 1000 m - 2002 (z Michałem Sliwińskim)